# Lev Alexandrovitch Narychkine
Le prince Lev Alexandrovitch Narychkine (Лев Александрович Нарышкин) (souvent Léon Narychkine), né le 5 février 1785 et mort à Naples le 17 novembre 1846, est un aristocrate russe qui s'illustra pendant les guerres napoléoniennes.

## Biographie

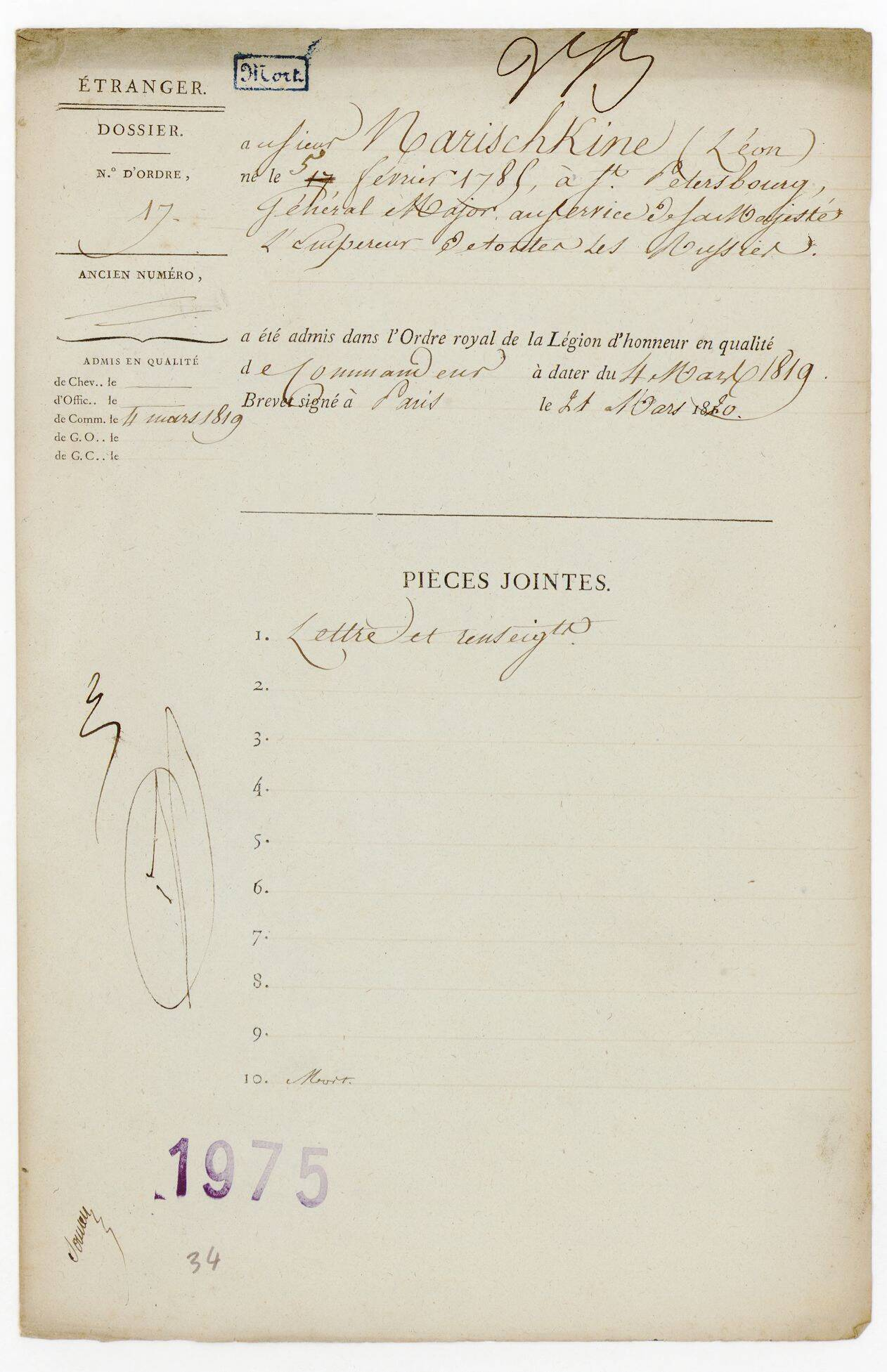
Léon Narychkine. Document du Répertoire des dossiers nominatifs de la Légion d'Honneur

Le prince est le fils du prince Alexandre Narychkine et de son épouse, née Marie Seniavine, fille de l'amiral Seniavine. Il est cousin germain du prince Mikhaïl Vorontsov qui s'illustra aussi pendant les guerres napoléoniennes, ainsi que pendant la conquête du Caucase.
Il est éduqué par des précepteurs à demeure dont l'abbé français Nicol. Il entre au service de la cour comme page et devient Kammerherr le 15 mars 1799. Il est nommé lieutenant le 22 janvier 1803 dans le régiment de la garde impériale Préobrajensky et capitaine de cavalerie, le 13 février 1807 au régiment des hussards de la garde impériale. Il participe aux batailles de Gutstadt, Heilsberg et Friedland, où il est blessé au bras et décoré du sabre d'or. Il démissionne ensuite et prend son service de Kammerherr à la cour.
La campagne de Russie de Napoléon l'oblige à reprendre les armes comme capitaine de cavalerie au 11e régiment de hussards d'Izioumovsky et il affronte la Grande Armée à la bataille d'Ostrovno, près de Smolensk, les 25 et 26 juillet 1812, puis à celle de la Moskova (dite de Borodino par les Russes). Cette fois-ci, il est blessé à la tête. Il combat ensuite sous les ordres du général von Wintzingerode et ils sont faits prisonniers par les Français en septembre 1812. Il est libéré par les cosaques près de Vitebsk et retrouve son régiment, où il devient colonel, le 19 novembre 1812, pour bravoure à la bataille de la Bérézina. Il participe ensuite à des combats près de Kalisz en 1813 et repousse les Français en Prusse et en Saxe. Il est nommé général-major, le 18 janvier 1814.
Il combat par la suite sous les ordres du général von Wintzingerode dans l'Armée du Nord et affronte l'armée napoléonienne à Gross Beeren et à Dennewitz, le 6 septembre 1813, après laquelle il reçoit l'Ordre de Saint-Georges de quatrième classe, le 9 octobre 1813. Il reçoit aussi l'Ordre de Saint-Vladimir de troisième classe, après la bataille des Nations, où il est blessé.
Il commande ensuite une brigade de cosaques en Hollande et dans le nord de la France. Il fait partie des forces d'occupation de la France entre 1815 et 1818 et ensuite retourne en Russie, où il revient à la vie civile en 1824. Il devient écuyer de la cour (Stallmeister). En 1843 il est nommé à la Suite de Sa Majesté impériale. Il est nommé le 6 décembre 1843 adjudant-général et l'année d'après lieutenant-général.
Il meurt à Naples, où il se trouvait pour se soigner. Sa dépouille est déposée à Saint-Pétersbourg et il est enterré à la chapelle de l'Annonciation au cimetière Saint-Lazare du monastère Saint-Alexandre-Nevski.

## Famille

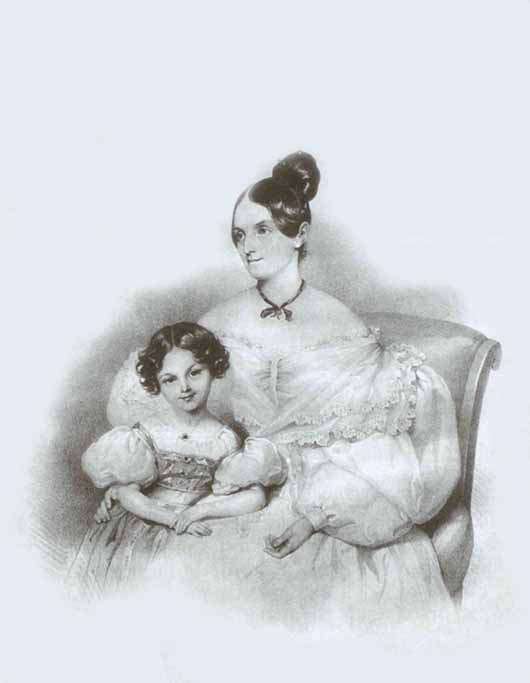
Lithographie de la princesse Narychkine avec sa fille Sophie

De son mariage avec la comtesse Olga Potocka (1802-1861) fille du comte Stanislas Potocki, il a une fille, Sophie (1829-1894) qui épouse le comte P.P. Cheremetiev.

## Source
- (ru) Cet article est partiellement ou en totalité issu de l’article de Wikipédia en russe intitulé « Нарышкин, Лев Александрович » (voir la liste des auteurs).